# Julien Depuychaffray
Julien Joseph Depuychaffray (ur. 6 marca 1907 w Bougival, zm. 8 października 1942 w Paryżu) – francuski zapaśnik walczący w stylu wolnym. Olimpijczyk z Los Angeles 1932, gdzie zajął piąte miejsce w wadze koguciej.

## Letnie Igrzyska Olimpijskie 1932
| Konkurencja      | Rundy eliminacyjne   | Rundy eliminacyjne    | Rundy eliminacyjne   | Klas. końcowa |
| Konkurencja      | Przeciwnik I         | Przeciwnik II         | Przeciwnik III       | Miejsce       |
| ---------------- | -------------------- | --------------------- | -------------------- | ------------- |
| 56 kg styl wolny | Bror Vingren (SWE) Z | Robert Pearce (USA) P | Ödön Zombori (HUN) P | 5.            |